# Vuelve a mí (canción de Gabriela Villalba)
«Vuelve A Mí» es un sencillo no oficial del primer álbum de estudio de Gabriela Villalba, titulado Todo Bien.

## Información sobre la canción
Era una canción previamente grabada por Kiruba del álbum "Baila la luna", la compuso Gabriela. La canción es considerada la más hermosa que compuso Gabriela. No fue lanzada como sencillo debido a que ella se integró al grupo "Kudai", pero sus fanes se encargaron de hacerla llegar a las radios.
- Datos: Q6165167